# Lichtenstein, Saxonia
Lichtenstein este un oraș din districtul Zwickau, landul Saxonia, Germania.